# Klickertraining
Dieser Artikel wurde auf der Qualitätssicherungsseite des Wikiprojekts Psychologie eingetragen. Dies geschieht, um die Qualität der Artikel aus dem Themengebiet Psychologie zu verbessern. Dabei werden Artikel verbessert oder auch zur Löschung vorgeschlagen, wenn sie nicht den Kriterien der Wikipedia entsprechen. Hilf mit bei der Verbesserung und beteilige dich an der Diskussion im Projekt Psychologie.

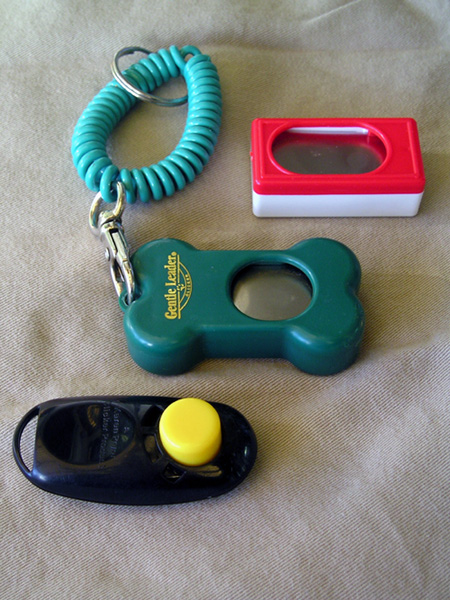
Verschiedene Klicker

Klickertraining bezeichnet eine Methode der Verhaltensbeeinflussung (oder Ausbildung) von Tieren. Mit Hilfe eines Klickers (eines Geräts, das ein akustisches Signal oder Geräusch in Form eines „Klicks“ erzeugt) werden erwünschte Verhaltensweisen verstärkt. Aus wissenschaftlicher Sicht fällt das Klickertraining bei systematischer Verwendung des Klickers als konditioniertem, sekundärem Verstärker unter die operante Konditionierung.
Klickertraining ist mit nahezu jeder Tierart möglich und kann erfolgreich sein. Es wird bei Delfinen oder Haustieren wie Hund und Katze eingesetzt, aber auch bei Pferden, Vögeln oder Amphibien.

## Grundlagen
Klickertraining basiert auf dem Prozess der verhaltenswissenschaftlich begründeten „Operanten Konditionierung“ (nach B. F. Skinner) und wird durch „Klassische Konditionierung“ nach Pawlow vorbereitet.
Das Klickertraining nutzt den Effekt, dass ein Verhalten umso öfter gezeigt wird, wenn auf das Verhalten eine Konsequenz erfolgt, die für das Tier einen (umgangssprachlich ausgedrückt) „Gewinn“ darstellt (Lernen durch positive Verstärkung in Form von Belohnung, „Lernen am Erfolg“ nach Thorndike). Versuche mit Hunden legen nahe, dass weder primäre noch sekundäre Verstärker eine signifikant höhere Wirksamkeit zeigen. Der Klicker ist nur eine der akustischen Möglichkeiten der operanten Konditionierung.
Ein „Gewinn“ für ein Tier ist z. B. die Befriedigung von Bedürfnissen, insbesondere von Defizit- und Grundbedürfnissen biologischer Notwendigkeit (z. B. Nahrung).

## Der Klicker
Der „Klicker“ als solcher ist ein Gerät, welches dem Kinderspielzeug „Knackfrosch“ ähnelt (ein geprägter Stahlblechstreifen, montiert in ein Gehäuse, der beim Biegen ein lautes Knickgeräusch erzeugt). Eine wesentliche Forderung an den Klicker ist es, dass sein Geräusch natürlicherweise in freier Natur (und auch im Umfeld des Menschen) einmalig ist und von sich aus nicht mit einer Bedeutung für das Tier verbunden ist. Diese Bedingungen werden vom Klicker ideal erfüllt. Ebenso ist eine gewisse Auffälligkeit und Lautstärke erforderlich, damit das Tier das Geräusch klar wahrnehmen kann.
Bei gehörlosen Tieren kann der klassische Klicker nicht verwendet werden und muss durch einen optischen Reiz gleicher Eigenschaften ersetzt werden. Dazu kann z. B. eine Taschenlampe kurz im Sichtfeld des Tieres gehalten werden. Laserpointer sind ungeeignet, da die Laserstrahlen die Augen der Tiere schädigen könnten.

## Lernbedingungen
Wesentlich für das „Lernen am Erfolg“ ist, dass das Tier die Konsequenz seines Verhaltens innerhalb eines möglichst kurzen Zeitraumes erfährt, so dass der Zusammenhang zwischen Verhalten und Konsequenz (die Verknüpfung) erhalten bleibt (das Verknüpfungszeitfenster für Hunde und Katzen liegt beispielsweise im Bereich von maximal 0,48 bis 0,7 Sekunden). Der Klick selbst ist keine Belohnung, sondern nur ein Markierungssignal für den präzisen Moment des gezeigten Verhaltens, wie ein fotografischer Schnappschuss. Im Englischen wird auch von bridging signal gesprochen. Das Signal überbrückt den Zeitraum von Markierung des Verhaltens bis zur Belohnung.

## Durchführung
Das Geräusch des Klickers ist für das Tier zunächst bedeutungslos. Wird der Klicker unmittelbar vor der Gabe einer kleinen Futtermenge betätigt, lernt das Tier nach einigen Wiederholungen, dass der Klicker Futter ankündigt (Klassische Konditionierung). Somit wird aus einem bisher „neutralen Reiz“ ein „bedingter Reiz“, der ankündigt, dass ein Bedürfnis (nach Futter) befriedigt wird.

## Trainingsmöglichkeiten
- Das Tier zeigt zufällig ein bestimmtes Verhalten. Der Trainer wartet den Augenblick ab, in dem das Verhalten auftritt, und „belohnt“ es mit einem Klicken (man nennt diesen Vorgang auch capturing, d. h. einfangen).
- Durch Hilfen/Anleitung und/oder situativen Zwang (das Tier kann in dieser Situation sich nur in bestimmter Weise verhalten) erzeugtes Verhalten wird mit Klicken belohnt.
- Ansätze zu einem Verhalten werden belohnt und die Annäherung an das Trainingsziel (ein bestimmtes Verhalten, das das Tier momentan noch nicht zeigt) ausgearbeitet (shaping = Formung).
- Eine Aneinanderreihung von Einzelverhaltensweisen (chaining = Verkettung) erzeugt eine komplexe Verhaltenskette. Hierbei wird jeder Einzelschritt (jedes einzelne Verhalten) zum Auslöser (Trigger) von weiteren Verhaltensweisen, die das Tier zu einem festgelegten Ziel führen.
- Beim Targettraining wird das Tier dazu gebracht, mit dem Kopf (oder der Nase) einem Target-Stick (= Zeigestock, auch nur Target genannt) zu folgen. Ist dieses Verhalten gelernt, kann man das Tier nun wie an einer Leine führen und/oder zu weiteren Aktionen veranlassen.
- Klickertraining als Beschäftigung (Enrichment) bei Zoo- und Zirkustieren: Wenn die Erreichung eines bestimmten Ausbildungszieles nicht im Vordergrund steht, ist Klickertraining gut geeignet, mit dem Tier zu „spielen“, um es so physisch und psychisch auszulasten. Dies ist besonders relevant bei Heim-, Zoo- und Zirkustieren, deren Umwelt nicht genügend Anregungen für eine artgerechte Haltung bietet.
- Klickertraining wird bei Zootieren auch gerne für das medical-training verwendet. Hierbei wird das Tier an notwendige Untersuchungen durch einen Tierarzt gewöhnt. Dadurch kann meistens auf eine Sedierung oder Narkose mit ihren Risiken verzichtet werden. Weiterhin sind die Handlungen des Tierarztes mit deutlich weniger Stress für das Tier verbunden.

## Vorteile des Klickertrainings
Der Klicker erzeugt ein Geräusch (Reiz), das im üblichen Umfeld des Tieres nicht vorkommt und auch nicht zufällig auftreten kann. Der Klicker lässt sich „punktgenau“ betätigen, so dass das Verknüpfungszeitfenster eingehalten werden kann. Er ist, im Gegensatz zur Stimme des Ausbilders, frei von dessen Emotionen und Stimmungen und immer gleich.
Jedes Gerät, das diese Bedingungen erfüllt, kann als „Klicker“ verwendet werden, also auch eine Pfeife oder ein Fotoblitzgerät bei Tieren ohne Gehör. Der Klicker in der Art des „Knackfrosches“ ist jedoch das am häufigsten eingesetzte Gerät.
Hausschweine fangen üblicherweise vor der Fütterungszeit zu schreien an, sobald jemand den Stall betritt (beispielsweise um auszumisten). Gewöhnt man die Tiere daran, dass beim Füttern eine Klingel ertönt, also dass es nur Futter gibt, wenn die Klingel ertönt, haben die im Stall Arbeitenden mehr Ruhe.

## Bedenken
Tierausbildung und -training durch operante Konditionierung mit dem Klicker arbeitet möglichst straf- und zwangfrei. Trotzdem kann in Einzelfällen eine Strafe als Korrektiv erforderlich werden. Dabei ist der Begriff „Strafe“ im verhaltenswissenschaftlichen Sinne zu interpretieren und bedeutet nicht das Zufügen von Schmerzen, sondern beispielsweise den Entzug eines bisher bestehenden Vorteils (vgl. Verstärkung (Psychologie)).
Klickertraining ist generell nicht geeignet, einem Tier unerwünschtes Verhalten abzugewöhnen. Unerwünschtes Verhalten lässt sich nur durch „Löschung“ oder Aufbau eines Alternativverhaltens beseitigen. Unerwünschtes Verhalten kann aber auch mit einem Signal verknüpft werden, so dass das unerwünschte Verhalten nur noch auf ein Zeichen ausgeführt wird (putting an undesired behavior under a cue).
Tiere haben meistens eine niedrige Aufmerksamkeitsspanne von nur ca. zehn bis fünfzehn Minuten, länger sollten die Trainingseinheiten nicht sein. Die Überforderung setzt somit schnell ein.
Klickertraining ist eine wirkungsvolle Ausbildungsmethode, kann aber ohne Anleitung oder genaue Kenntnisse der dahinterstehenden verhaltenswissenschaftlichen Grundlagen zu Misserfolgen führen. Das ansonsten klare Signal könnte an Bedeutung verlieren, weil die Zuordnung für das Tier nicht mehr nachvollziehbar ist (Klickern zum falschen Zeitpunkt, zu spät usw.).
Hunde, die sich sehr an ihren Menschen orientieren und mit dem Klickertraining sehr vertraut sind, sind während des Trainings oft hoch motiviert, gelegentlich fordern sie ihre Bestärkung (welche aus Klick und Belohnung besteht) durch unerwünschtes Bellen oder Zeigen von bereits erlernten Verhaltensweisen, die der Trainer in diesem Moment nicht sehen möchte, ein.
Forschungen bei Yucatan Miniatur Schweinen (Sus scrofa domesticus) legen nahe, dass bei reinem Clickertraining die Fähigkeiten der Tiere kognitive Prozesse zu nutzen eingeschränkt sind.
Im Vergleich von Klicker + Lebensmittel Testgruppen zu reinen Lebensmittel Testgruppen zur Verhaltensbeeinflussung, konnte nur in einer von fünf Studien ein schnelleres Lernverhalten durch Klicker nachgewiesen werden.

## Was Klicker und Klickertraining nicht sind
- Der Klicker ist weder ein “Rufinstrument” noch ein Spielzeug für das Tier. Wird er als solches eingesetzt, verliert er als Hilfsmittel der operanten Konditionierung, als Trainingshilfsmittel und als Mittel zur Verhaltenssteuerung seine Wirkung.
- Klicker und Klickertraining sind nicht geeignet, unerwünschtes Verhalten “abzustellen”.
- Klicker und Klickertraining sind keine Mittel, ein nicht ausgelastetes oder “gelangweiltes” Tier zu “beschäftigen”.

## Trivia
Während des Zweiten Weltkrieges, für den Tag der Invasion der Alliierten Truppen in der französischen Normandie (6. Juni 1944), ergab sich für die amerikanischen Luftlandetruppen (US 101 Airborne Division) das Problem, die in der Absprungzone versprengten Soldaten zu sammeln.
Hierzu wurde ein Signalgerät gefordert, das billig zu beschaffen war, welches die Nationalität nicht verrät, dessen Geräusch in der Natur nicht vorkommt und hilft, zueinander zu finden. Ein Offizier brachte einen „Knackfrosch“ seiner Kinder mit in die Besprechung. Nach anfänglichem Gelächter („ein Spielzeug!“) wurde der Klicker angenommen. Zur Produktion wurde eine englische Firma gewonnen, die den Klicker bis heute auf den Originalmaschinen, aus Original-Material, nun für einen anderen Zweck, produziert.
Ein Klicker erzeugt ein Impulsgeräusch mit sehr steilen Flanken und kann (modellabhängig) Schallpegel von deutlich mehr als 85 dB/A erzeugen. Tiere mit empfindlichem Gehör (z. B. Katzen) können schreckhaft reagieren. Auch für das menschliche Gehör kann das Geräusch gehörschädigend sein. Es kann sinnvoll sein, den Klicker zu bedämpfen (mit einem Lappen umwickeln; in der Hosentasche betätigen).